# ببر
ببر (نام علمی: Panthera tigris) یکی از بزرگ‌ترین جانوران از تیرهٔ گربه‌سانان است.
مهم‌ترین ویژگی این جانور، خط‌های عمودی تیره روی خز قرمز-زرد آن است که در ناحیهٔ زیرین روشن‌تر است. این جانور دارای بدنی ماهیچه‌ای و پاهایی نیرومند است. بدن ببر دارای موهای بلند و برّاق به رنگ نارنجی، همراه با خط‌های سیاه عمودی است. جثهٔ ببرهای نر بزرگ‌تر از ببرهای ماده است و همچنین موهای روی گونهٔ ببر نر بلندتر از ببر ماده است. دندان‌های ببر بسیار قوی است و دندان نیش آن، در میان جانوران خشکی بلندترین است. طول تاج دندان ببر به ۷۴٫۵ میلی‌متر و گاهی تا ۱۰۰ میلی‌متر می‌رسد.
در باغ‌وحش ببرها معمولاً بین ۱۰–۱۵ سال عمر می‌کنند. بیشترین طول عمر ثبت شده در باغ‌وحش‌ها ۲۶ سال گزارش شده است. این جانور برای خود قلمرو تعیین می‌کند و عموماً اجتماعی و تنها است (به این معنی که به‌صورت مستقل زندگی می‌کند، اما گاهی مجردهای آن‌ها در یک منطقه یا حتی لانه زندگی می‌کنند). لازم است تا محیط زندگی ببر فضای بزرگی باشد تا نیازهای شکار آن را برطرف کند. این ویژگی ببرها باعث شده که آن‌ها در مناطق پرجمعیت، با انسان دچار مشکلات جدی شوند.
در دوره‌ای ببرها در سراسر آسیا از ترکیه در غرب تا روسیه در شرق دیده می‌شدند. در گذر ۱۰۰ سال پیش، ۹۳٪ از گسترهٔ تاریخی زیستگاه آن‌ها از دست رفته است و آن‌ها در نواحی جنوب‌غرب و مرکز آسیا در جزیره‌های جاوه و بالی و در مناطق گسترده‌ای از جنوب شرق آسیا و شرق آسیا به کلی نابود شده‌اند. امروزه زیستگاه آن‌ها به تایگای سیبری تا چمنزارهای باز و مرداب‌های کرنا محدود شده است. حدود شش زیرگونهٔ از ببرها باقی‌مانده که همه زیرگونه به جز ببر بنگال و ببر سیبری و ببر هندوچینفهرست سرخ آی‌یوسی‌ان در ردهٔ گونه در خطر انقراض جای گرفته‌اند. جمعیت جهانی ببرها در حیات‌وحش، میان ۳۰۶۲ تا ۳۹۴۸ برآورد شده است که ۱۰۰٬۰۰۰ مورد کمتر از شمار آن‌ها در آغاز سدهٔ ۲۰ میلادی است که بیشتر این شمار باقی‌مانده هم جدا و بدون تماس با هم زندگی می‌کنند. از دلایل اصلی کاهش جمعیت آن‌ها می‌توان به نابودی زیستگاه، شکار غیرقانونی و گسستگی زیستگاه آن‌ها اشاره کرد. مساحت منطقهٔ زندگی ببرها در کرهٔ زمین کمتر از ۱٬۱۸۴٬۹۱۱ کیلومتر مربع برآورد شده است که ۴۱٪ کمتر از مساحت برآورد شده برای آن در میانهٔ دههٔ ۱۹۹۰ است.
ببر بنگال پرشمارترین زیرگونه و ببر سیبری بزرگ‌ترین زیرگونهٔ ببر است. از ۹ زیرگونهٔ این جانور ۳ زیرگونه از جمله ببر مازندران، منقرض شده‌اند و ۶ زیرگونهٔ دیگر نیز به جز ببر بنگال و ببر سیبری و ببر هندوچین در خطر انقراض قرار دارند. قلمرو تاریخی این جانوران از بین‌النهرین و قفقاز تا بیشتر نواحی شرقی و جنوبی آسیا امتداد می‌یافت اما این قلمرو امروزه به‌شدت کاهش یافته است.
نرها و ماده‌ها تنها در هنگام جفت‌گیری به مدّت چند روز در کنار یکدیگر می‌مانند. ببرهای ماده پس از ۱۰۳ تا ۱۰۵ روز بارداری، دو یا سه توله به دنیا می‌آورند. پس از آن، ببر نر، ماده را تنها می‌گذارد و توله‌ها تا چند سال همراه با مادر خود زندگی می‌کنند.
به‌طور کلی وزن ببرهای نر از ۲۰۰ تا ۲۶۰ کیلوگرم و مادهٔ آن‌ها از ۱۰۰ تا ۱۶۰ کیلوگرم است. میانگین طول در نرها ۲ تا ۲/۸ متر و در ماده‌ها ۱/۵تا ۲/۳ متر است.
ببرها از گذشته بسیار مورد توجه بوده‌اند به گونه‌ای که در اسطوره‌ها و فولکلور همواره به آن‌ها اشاره شده است در دنیای امروز هم در فیلم‌ها و ادبیات، گاه، اشاره‌هایی دیده می‌شود. از تصویر و نماد ببر در پرچم، نشان یا به عنوان شانس‌بیار برای تیم‌های ورزشی استفاده می‌شود. ببر جانور ملی بنگلادش (به ویژه ببر بنگال)، هند، ویتنام، مالزی (به‌ویژه ببر مالایی) و کرهٔ جنوبی (به ویژه ببر سیبری)است.

## فرگشت

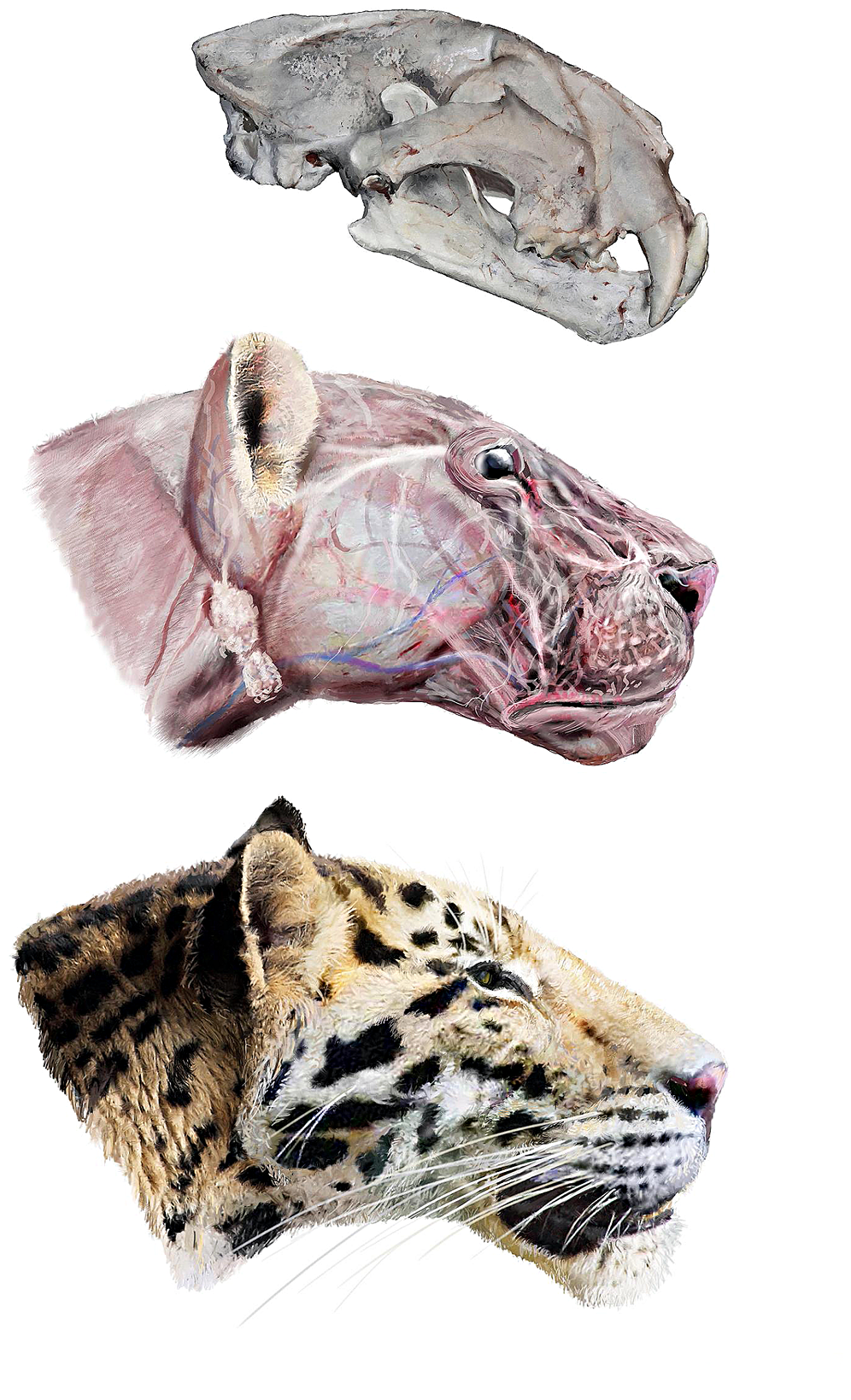
بازسازی چهره ببر لانگدان نزدیک‌ترین خویشاوند ببر که بیش از ۲ میلیون سال پیش در شمال‌غربی چین می‌زیست.

کهن‌ترین بقایای گربه‌سانی مانند ببر با نام ببر لانگدان (Panthera zdanskyi) شناخته می‌شود و سنگواره‌های آن در استان گانسو واقع در شمال‌غربی چین کشف شده است. طبق بررسی‌ها این گونه در آغاز دور پلیستوسن نزدیک به ۲٫۵۵ تا ۲٫۱۶ میلیون سال پیش زندگی می‌کرده است.
نخستین سنگواره‌های ببر واقعی به جاوه نسبت داده می‌شود و مربوط به حدود ۱٫۸ تا ۱٫۶ میلیون سال پیش است. در سوماترا و چین هم سنگواره‌های متفاوتی از ببر مربوط به آغاز و میانهٔ پلیستوسن یافت شده است. زیرگونه‌ای باستانی از ببر که ببر ترینیل (Panthera tigris trinilensis) نام دارد نزدیک به ۱٫۲ میلیون سال پیش در ترینیل جاوه زیست می‌کرده است و ببرهای جاوه از نسل آن‌ها بوده‌اند.
در گذشته تصور می‌شد که نزدیک‌ترین گونه‌های زنده به ببرها، شیرها هستند اما تجزیه و تحلیل ژنتیکی نشان می‌دهد که در حدود ۲٫۸۸ میلیون سال پیش، نسب ببر و پلنگ برفی، از گونه‌های دیگر پلنگیان جدا شده است و این دو گونه، ممکن است بیشتر از شیر، پلنگ و جگوار به یکدیگر مرتبط باشند.
ببرها نخستین بار در اواخر پلیستوسن پسین به هند و شمال آسیا رفتند سپس به ژاپن و ساخالین رسیدند. سنگواره‌های یافت شده در ژاپن نشان می‌دهد که ببرهای محلی مانند زیرگونه‌های بازماندهٔ جزیره، کوچک‌تر از گونه‌های جزیرهٔ اصلی‌اند. این ممکن است به دلیل این پدیده باشد که بزرگی اندام به فضای محیط و احتمالاً میزان دسترسی به شکار بستگی دارد. تا آغاز هولوسن، ببرها در بورنئو همین‌طور در جزیرهٔ پالاوان در فیلیپین زندگی می‌کردند.

## ویژگی‌ها

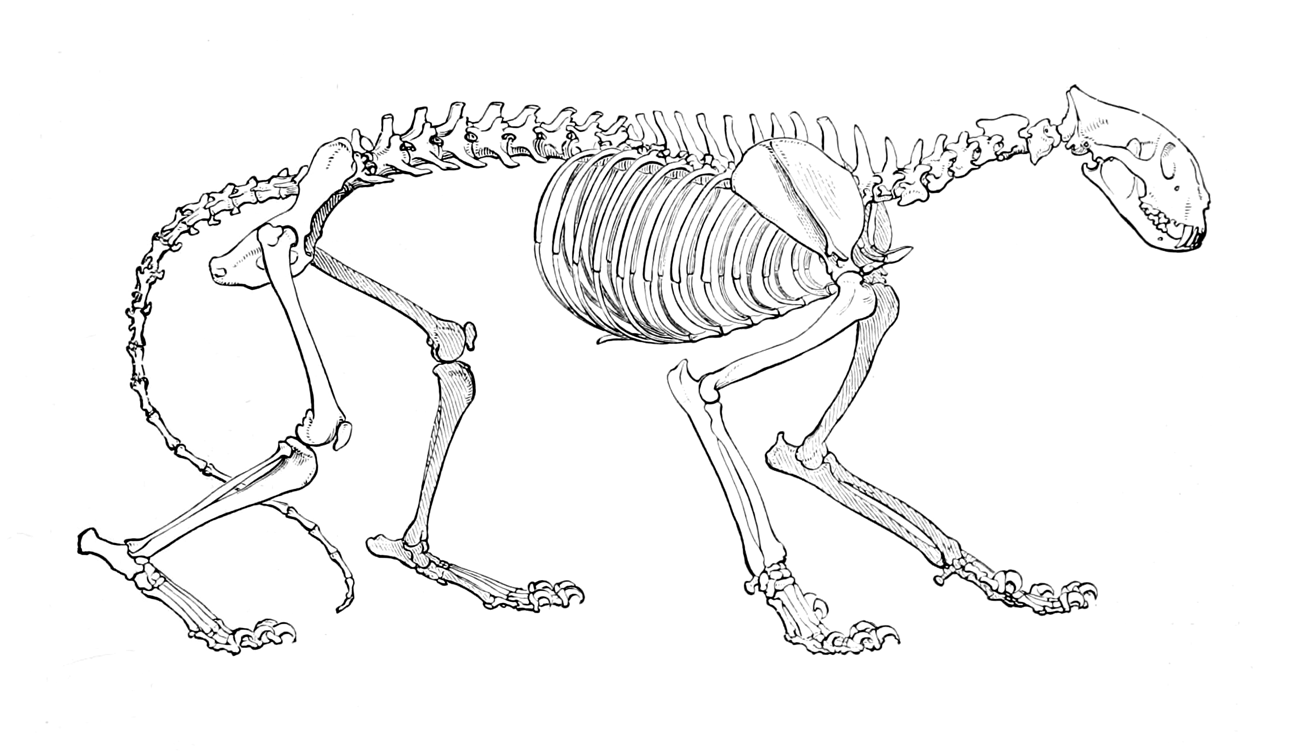
استخوان‌بندی

ببرها اندامی عضلانی دارند به ویژه اندام‌های جلو، سر آن‌ها هم بزرگ است. موهای بدن ببر چیزی میان سایه‌های نارنجی یا قهوه‌ای و رنگ سفید، به ویژه در نواحی پیشین اندام ببر است همچنین خط‌های سیاه هم به وضوح بر روی بدن دیده می‌شود. صورت ببر موهای بلندی دارد این موها به ویژه در نرها بلندتر است. مردمکِ دایره‌ای دارند و رنگ عنبیه آن‌ها زرد است. گوش‌های کوچک گِرد آن‌ها از پشت علامت‌های سیاه دارد که یک نقطهٔ سفید را دربر می‌گیرد. این نقطه، نقطهٔ چشم-مانند نام دارد که نقش مهمی در ارتباطات جانور بازی می‌کند.
الگوی خط‌های بدن ببر برای هر یک از آن‌ها مانند اثر انگشت، یکتا است، پژوهشگران از این ویژگی برای شناسایی آن‌ها در محیط آزاد یا باغ وحش استفاده می‌کنند. کاربرد این خط‌ها احتمالاً برای استتار است آن‌ها به کمک این خط‌ها می‌توانند در میان سایه‌ها یا چمن‌ها برای شکار پنهان شوند. این خط‌ها بر روی پوست ببر هم وجود دارد به عبارت دیگر اگر موهای بدن ببر تراشیده شود باز این الگو بر روی پوست دیده می‌شود.
ببرها در میان تمام گربه‌سانان از گوناگونی ابعاد بیشتری برخوردارند که ببرهای مازندران، بنگال و سیبری بزرگ‌ترین زیرگونه‌های ببر به‌شمار می‌روند.
ببرها دارای دودیسی جنسی هستند و در همهٔ گونه‌ها، ببر ماده از ببر نر اندام کوچک‌تری دارد البته بحث اختلاف وزن نر و ماده بیشتر برای ببرهای بزرگ صورت می‌گیرد که این اختلاف تا ۱٫۷ برابر می‌تواند برسد. همچنین پنجهٔ جلویی ببر نر از ماده بزرگ‌تر است. زیست‌شناسان از این تفاوت بزرگی پنجه در شناسایی رد و تشخیص جنسیت صاحب رد پا، بهره می‌برند. بازشدگی‌های استخوان بینی در شیرها بزرگ‌تر از ببر است اما به دلیل گوناگونی‌های فراوانی که در جمجمهٔ این دو جانور دیده می‌شود، تنها با دیدن ساختار فک پایینی می‌توان، اطمینان حاصل کرد. جمجمهٔ ببر، بسیار مانند شیر است.

## اندازه‌ها

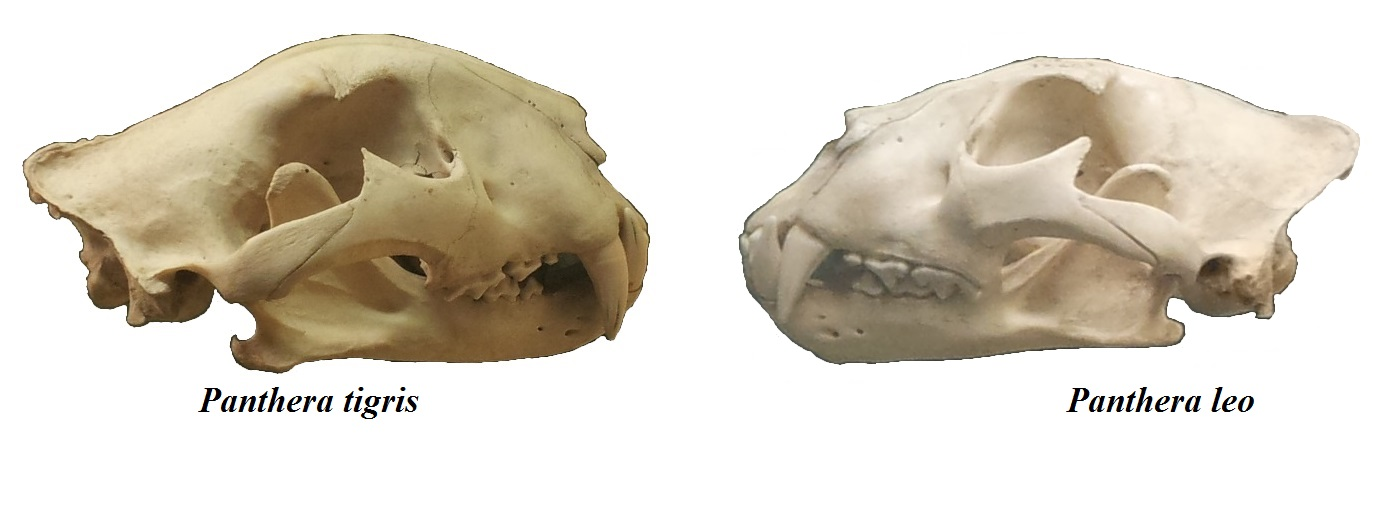
جمجمه ببر (چپ) و شیر (راست) از موزه تاریخ طبیعی جنوا

یک ببر نر بزرگسال متوسط که مربوط جنگل‌های موسومی هند یا جنگل‌های کوهستانی بوتان باشد نزدیک به ۲۵ کیلوگرم سنگین‌تر از یک شیر بزرگسال نر است. طول ببرهای ماده از ۱۵۰تا ۲۰۰سانتی‌متر و وزن آن‌ها از ۹۵ تا۱۳۵ کیلوگرم تغییر می‌کند. همچنین بزرگ‌ترین طول جمجمهٔ آن‌ها از ۲۶۸ تا ۳۱۸ میلی‌متر است. طول بدن نرها از ۲۰۰سانتی‌متر، وزن آن‌ها از ۱۳۰تا ۲۲۰ کیلوگرم و بزرگ‌ترین طول جمجمهٔ آن‌ها از ۳۱۶ تا ۳۸۳ میلی‌متر است. به نظر می‌رسد که بزرگی اندام جمعیت‌های مختلف ببرها به اقلیم منطقهٔ زندگی‌شان مربوط است (قانون برگمان) و می‌توان آن را با تنظیم دمایی توضیح داد.
یک ببر نر سیبری به‌طور متوسط هم وزن شیرهای آفریقای جنوبی هست و جثه و وزن کوچکتری نسبت به ببر بنگال دارد
یک ببر نر بزرگ سیبری می‌تواند به طول ۳ متر با در نظر گرفتن خمیدگی‌ها و ۳٫۱ متر برسد و وزن ۱۶۰_۱۹۰. این اندازه‌ها کمی بزرگ‌تر از ابعادی است که کوچک‌ترین زیرگونهٔ ببر می‌تواند به آن برسد. برای نمونه ببر سوماترایی می‌تواند به وزن ۱۰۰ تا ۱۴۰ کیلوگرم برسد. از کل طول بدن ببر، دم آن ۲/۵ متر آن را از آن خود کرده است. بلندی شانه‌های ببر از ۱ تا ۱٫۲۲ متر از زمین می‌رسد. بهترین رکورد وزن ببر در رکوردهای جهانی گینس، ۳۹۰ کیلوگرم است و از آن ببر بنگالی است که در ۱۹۶۷ شکار شد احتمالاً وزن زیاد آن به دلیل گاومیشی بوده که شب پیش از آن خورده بود.

## زیرگونه‌ها
براساس جدیدترین مطالعات ژنتیکی، ببرهای امروزی به دو زیرگونه تقسیم می‌شوند. ببر سرزمین‌های اصلی آسیا با نام علمی Panthera tigris tigris که خود به جمعیت‌های مختلفی شامل ببر بنگال، ببر سیبری، ببر هندوچین، ببر مالایایی و ببر جنوب چین تقسیم می‌شود و زیرگونهٔ دیگر یعنی ببر جزایر سوندا یا نام علمی Panthera tigris sundaica که امروزه تنها شامل جمعیت ببرهای سوماترایی می‌شود.
- ببر بنگال که به آن ببر هندی هم می‌گویند، در هند، نپال، بوتان و بنگلادش زندگی می‌کند و فراوانترین جمعیت از زیرگونهٔ سرزمین اصلی، با جمعیتی کمتر از ۲۵۰۰ ببر بزرگسال است. در سال ۲۰۱۱ جمعیت برآورد شده برای ببرها، ۱۵۲۰ تا ۱۹۰۹ در هند، ۴۴۰ در بنگلادش، ۱۵۵ در نپال و ۷۵ در بوتان است.[۲۶] این ببر در چمنزارهای آبرفتی، جنگل‌های گرمسیری، جنگل درختان کوتاه، جنگل‌های برگریز خشک و مرطوب و جنگل‌های ساحلی کرنا زندگی می‌کند. طول بدن ببر بنگال نر با در نظر گرفتن دم آن، ۲۷۰ تا ۳۲۰ سانتی‌متر است درحالی که جنس مادهٔ آن‌ها از ۲۴۰ تا ۲۶۵ سانتی‌متر طول دارند. همچنین وزن جنس نر از ۱۸۰ تا ۲۶۰ کیلوگرم و وزن جنس ماده از ۱۰۰ تا ۱۸۰ کیلوگرم تغییر می‌کند.[۵][۲۷] در شمال هند و نپال، ببرها معمولاً بزرگ‌ترند. برای مثال وزن جنس نر، به‌طور میانگین، ۲۳۵ کیلوگرم و ماده ۱۴۱ کیلوگرم است.[۲۸] در ۱۹۷۲ پروژه‌ای در جهت نگهداری از ببرها و نگه‌داشتن منطقه‌هایی با اهمیت زیستی به عنوان میراث ملی آغاز شد[۲۹] اما تقاضای بالا برای قاچاق استخوان‌ها و برخی اندام‌های ببر وحشی برای استفاده در طب سنتی چینی دلیلی شد برای بیشتر شدن فشار شکار غیرقانونی ببر در شبه‌قارهٔ هند.[۳۰] انجمن حفاظت از جانوران وحشی هند اعلام کرده است که ۸۹۳ مورد شکار غیرقانونی ببر در بازهٔ سال‌های ۱۹۹۴ تا ۲۰۰۹ در هند انجام شده است که تنها گوشه‌ای از شکار غیرقانونی واقعی و تجارت غیرقانونی است که در هند صورت می‌گیرد.[۳۱]
- ببر هندوچین که به آن ببر کربت (Corbett) هم می‌گویند، در کامبوج، جنوب چین، لائوس، میانمار، تایلند و ویتنام پیدا می‌شود. این نوع ببر نسبت به ببر بنگال کوچک‌تر و تیره‌تر است. وزن نرهای آن‌ها میان ۱۵۰ تا ۲۰۰ کیلوگرم و ماده‌ها میان ۱۰۰ تا ۱۳۰ کیلوگرم است.[۵] جای زندگی آن‌ها بیشتر در جنگل‌های کوهستانی یا نواحی تپه‌ای است. بر پایهٔ برآوردهای دولتی در مجموع حدود ۳۵۰ مورد از این زیرگونه در منطقه زندگی می‌کند که به شدت در خطر شکار غیرقانونی قرار دارند یا به دلیل شکار بیش از اندازهٔ زنجیرهٔ خوراک آن‌ها مانند گوزن و خوک‌های وحشی، به‌شدت در خطر کمبود شکار (غذا) هستند. همچنین مشکلاتی مانند درون‌زایی و از دست رفتن زیستگاه از دیگر مشکلات ببرهای این منطقه است. نزدیک به سه-چهارم ببرهایی که در ویتنام کشته می‌شوند صرف ساخت داروهای چینی می‌شوند.
- ببر مالایایی (جکسونی) این ببر فقط در جنوب شبه‌جزیره مالایی یافت می‌شود. این دسته‌بندی تازه پس از پژوهش‌های Luo et al از آزمایشگاه پژوهش‌های گوناگونی ژنتیکی، بخشی از انستیتو ملی سرطان ایالات متحده آمریکا اعلام شد. بر پایهٔ اعلام رسمی، شمار این جانور ۵۰۰ مورد است که به‌شدت در خطر شکار غیرقانونی است. ببر مالایی دومین جمعیت ببر از نظر کوچکی اندام است که میانگین وزن نر آن ۱۲۰ کیلوگرم و میانگین وزن ماده آن ۱۰۰ کیلوگرم است. ببر مالایی یک نماد ملی در مالزی است و تصویر آن را می‌توان بر روی لباس نظامی یا آرم برخی مؤسسه‌ها مانند Maybank، بزرگ‌ترین مؤسسهٔ مالی مالزی دید.
  - ببر سیبری یا ببر آمور ساکن منطقهٔ پیرامون رود آمور-یوسوری از سرزمین پریمورسکی و خاباروفسک در شرق دور سیبری است.[۳۲] این جانور در میان بزرگ‌ترین گربه سانان جای دارد که در نرها طول سر و بدن میان۳۰۰ تا ۳۵۰ سانتی‌متر و در ماده‌ها ۲۵۰ تا ۲۸۰ سانتی‌متر است که به این اندازه، طول دم بین ۶۰ تا ۱۱۰ سانتی‌متر را هم باید افزود. وزن ببر سیبری نر بزرگسال ۲۰۰ تا ۳۲۰ کیلوگرم و وزن مادهٔ بزرگسال ۱۳۰ تا ۱۸۰ کیلوگرم است.[۵] پوشش بدن ببر سیبری بسیار ضخیم است و رنگ نمای بدن آن طلایی کمرنگ است و تعداد کمتری خط دارد. سنگین‌ترین ببر سیبری که تاکنون پیدا شده وزنی برابر با۳۸۴ کیلوگرم داشته که البته در درستی آن تردید وجود دارد.[۶] در سال ۲۰۰۵ بین ۳۳۱ تا ۳۹۳ ببر بزرگسال و کمتر از بزرگسال در منطقه وجود داشت که جمعیت ببرهایی که تولید مثل می‌کردند ۲۵۰ مورد بود. این جمعیت برای یک دهه ثابت نگه داشته شده بود اما بررسی‌ها نشان داده که پس از سال ۲۰۰۵ شمار ببر روسی رو به کاهش است.[۳۳] در آغاز سدهٔ میلادی روابط تبارزایی این ببر مورد بازبینی قرار گرفت و شباهت‌های بسیاری میان ببر سیبری و ببر مازندران پیدا شد و معلوم شد که ببر سیبری نزدیک‌ترین ببر به ببر مازندران است و جد بسیار نزدیکی دارند.[۳۴]
- ببر جنوب چین که به آن ببر شیامن هم می‌گویند کمیاب‌ترین نوع ببر است که نسل آن در حیات وحش منقرض شده و فقط در اسارت وجود دارد و نام آن در فهرست ۱۰ جاندار در معرض نابودی قرار دارد.[۳۵] این ببرها، به نسبت کوچک هستند که طول نر و مادهٔ آن میان ۲٫۲ تا ۲٫۶ متر می‌باشد. وزن ببرهای نر میان ۱۲۷ تا ۱۷۵ کیلوگرم و وزن ببرهای ماده میان ۱۰۰ تا ۱۲۰ کیلوگرم است. از سال ۱۹۸۳ تا ۲۰۰۷ هیچ ببر جنوب چینی دیده نشده است. اما در سال ۲۰۰۷ یک کشاورز یکی از این ببرها دید و برای مستندسازی، عکس آن را با دوربین دستی گرفت.[۳۶][۳۷] اما بعدها معلوم شد که این عکس واقعی نیست بلکه از یک تقویم چینی برداشته شده است. به این ترتیب خبر دیده شدن ببر به یک رسوایی بزرگ تبدیل شد.[۳۸][۳۹][۴۰] در ۱۹۷۷ دولت چین قانونی مبنی بر ممنوعیت شکار ببر تصویب کرد اما تصویب این قانون خیلی دیر انجام شده بود. چون ظاهراً این ببر، در طبیعت منقرض شده است. در حال حاضر ۵۹ ببر جنوب چین به صورت در قفس، وجود دارد که خود این ببرها از ۶ ببر به‌وجود آمده‌اند از این رو تنوع ژنتیکی مربوط به این گونهٔ ببر در آن‌ها دیده نمی‌شود. در حال حاضر تلاش‌هایی در جهت فرستادن این ببرها به دنیای بیرون در حال انجام است.
- ببر سوماترایی که تنها جمعیت باقی مانده از زیرگونهٔ سوندا است و تنها در جزیرهٔ اندونزیایی سوماترا پیدا می‌شود و یک گونهٔ در معرض انقراض است.[۴۱] این ببر کوچک‌ترین زیرگونهٔ زندهٔ ببر در جهان است که وزن نرهای آن ۱۰۰ تا ۱۴۰ کیلوگرم و وزن ماده‌های آن ۷۵ تا ۱۱۰ کیلوگرم است.[۴۲] اندام کوچک آن‌ها به دلیل سازگار شدن با جنگل‌های انبوه جزیرهٔ سوماترا، جایی که زندگی می‌کنند و اندازهٔ کوچک‌تر شکارهای آن‌ها است. جمعیت این ببر ۴۰۰ تا ۵۰۰ مورد برآورد شده که بیشتر در پارک‌های ملی دیده می‌شوند. بررسی‌های ژنتیکی وجود ژنوم یکتا و ویژه در این ببر را نشان داده است که ممکن است منجر به گونهٔ تازه‌ای از ببر شود، البته اگر منقرض نشود؛[۴۳] از این رو حفاظت از ببرهای این منطقه اولویت بیشتری پیدا می‌کند. نابودی زیستگاه مشکل اصلی جمعیت ببرهای این منطقه است که گاهی در پارک‌های حفاظت‌شده هم دیده می‌شود. در میان سال‌های ۱۹۹۸ تا ۲۰۰۰ مرگ ۶۶ ببر گزارش شده است که تقریباً برابر با ۲۰٪ جمعیت آن‌ها است.

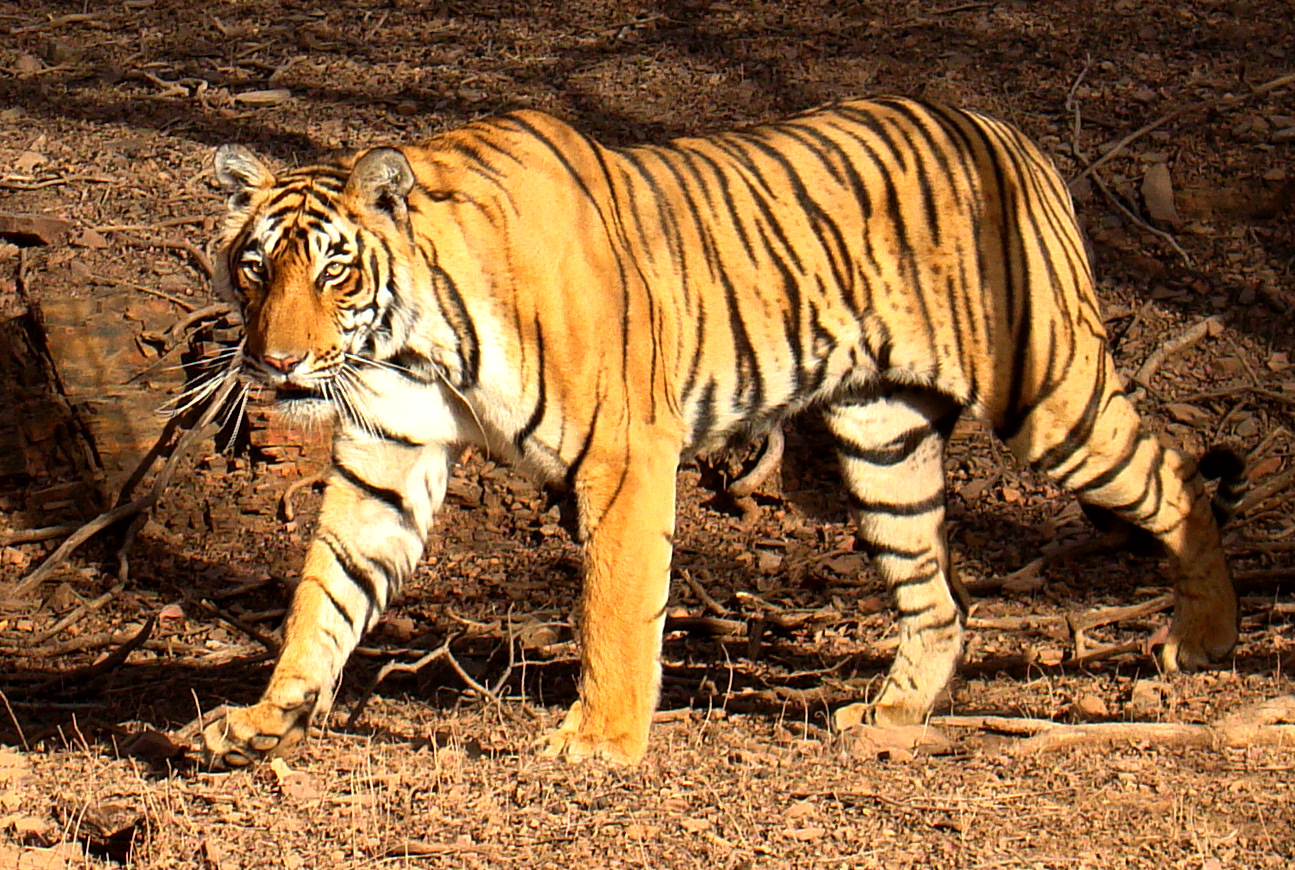
ببر بنگال در پارک ملی رانتامبور
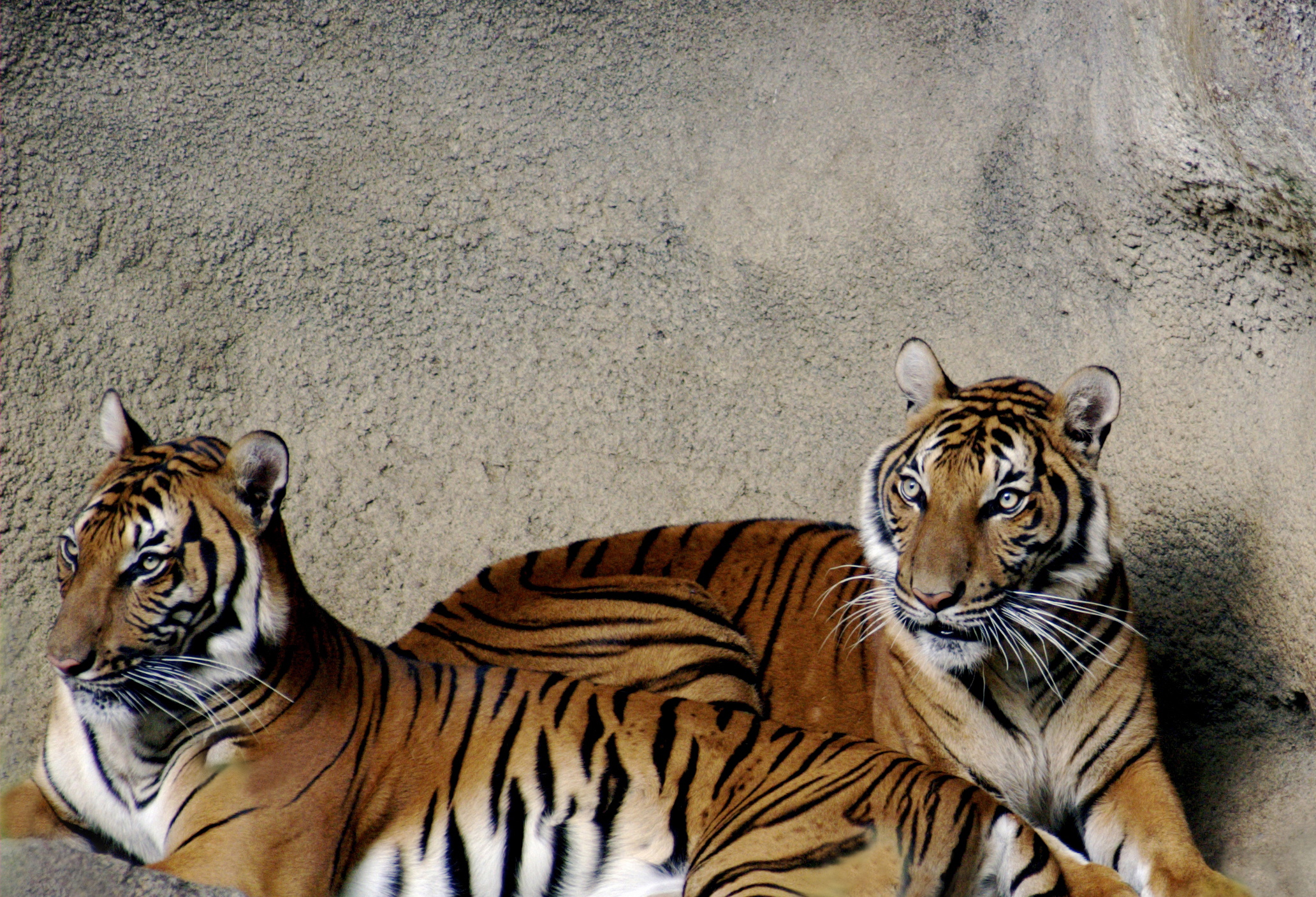
ببر سوماترا
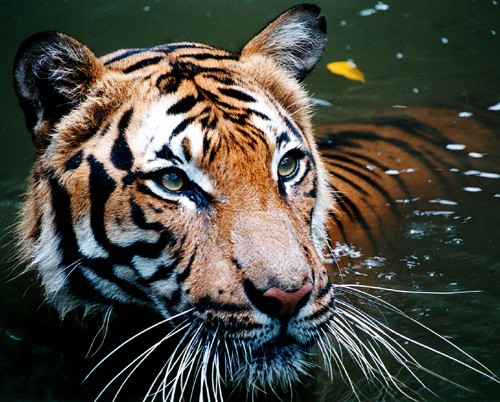
ببر مالایایی
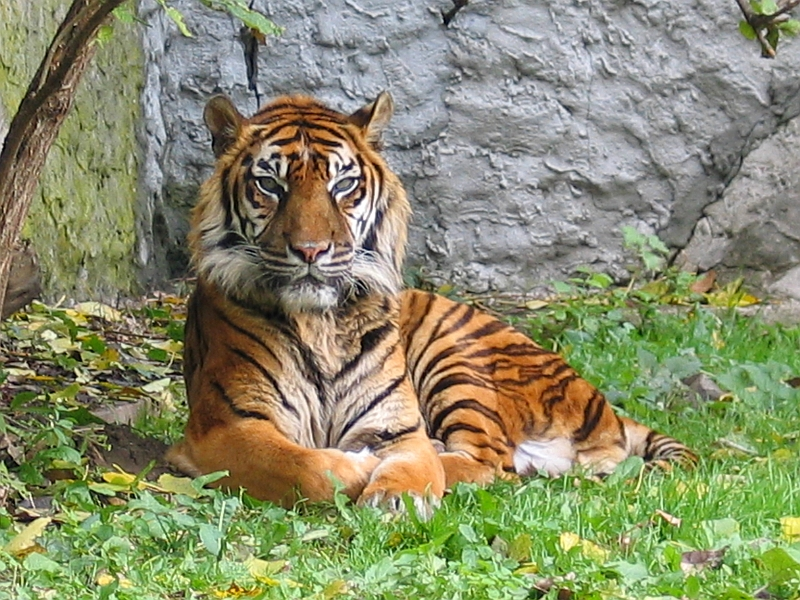
ببر سوماترایی
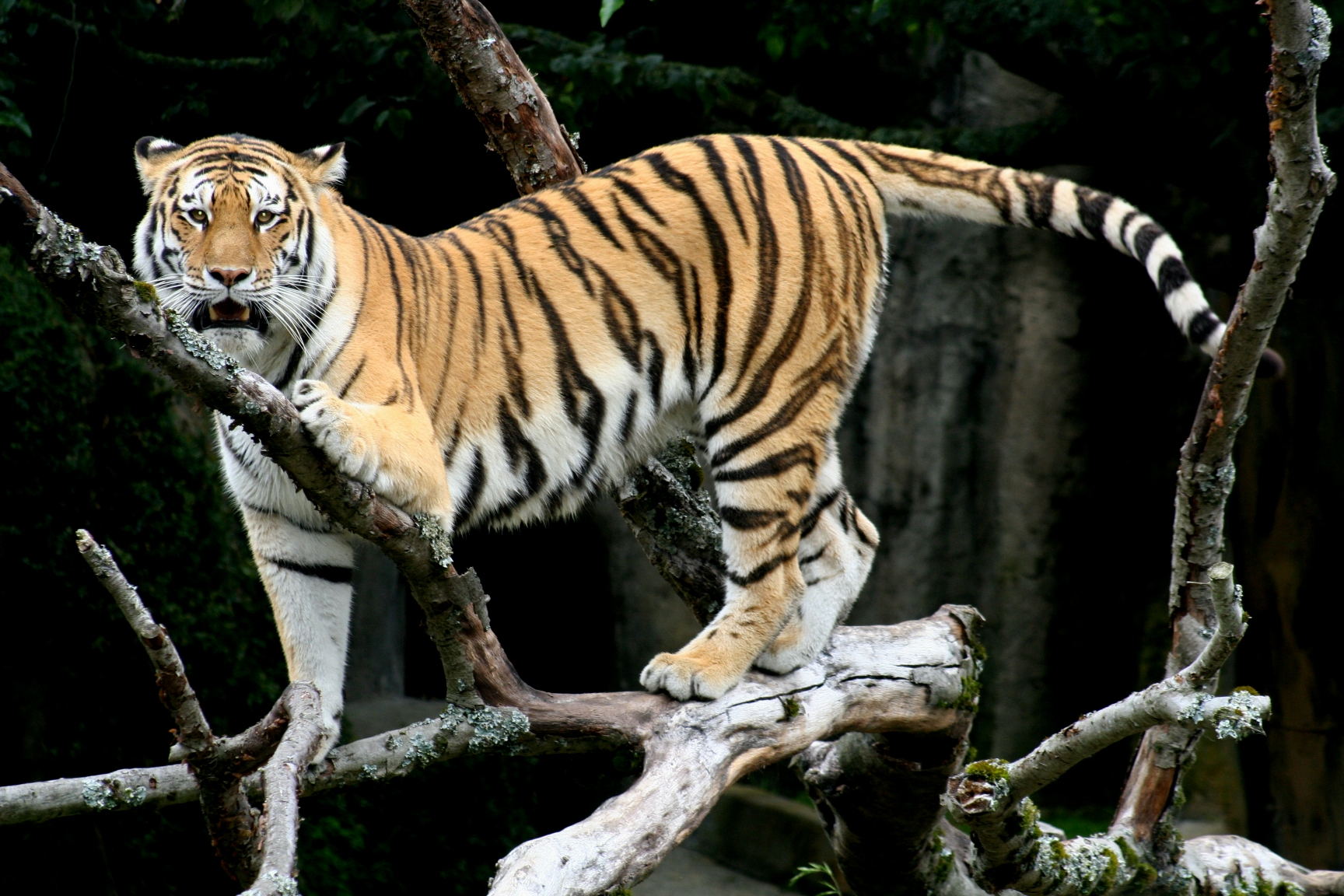
ببر سیبری
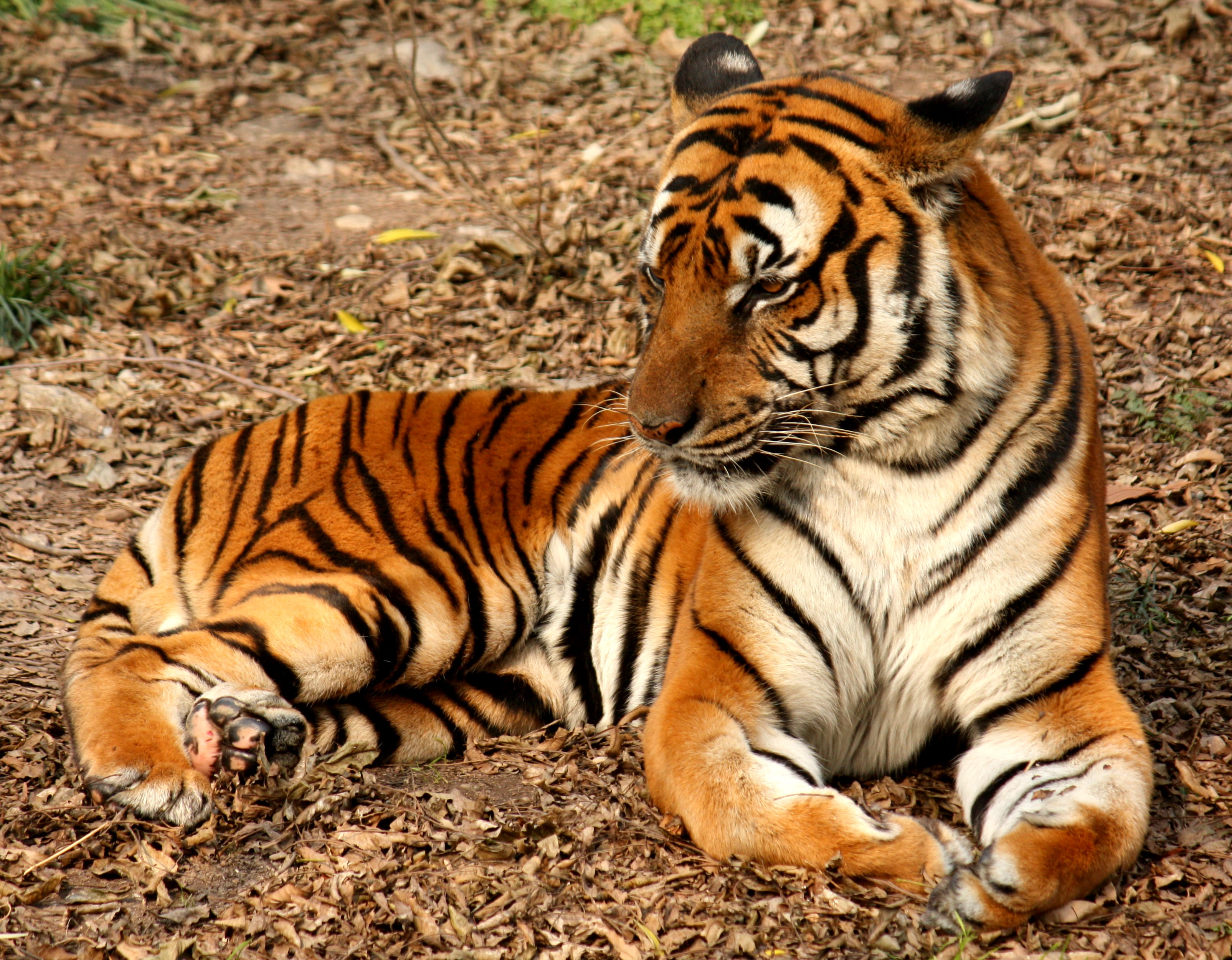
ببر جنوب چین
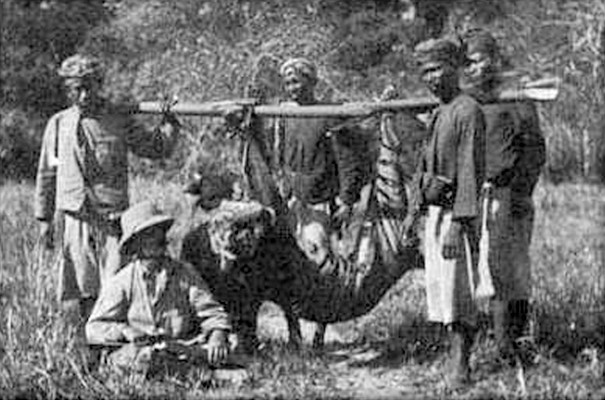
یک ببر بالی شکار شده (منقرض شده)
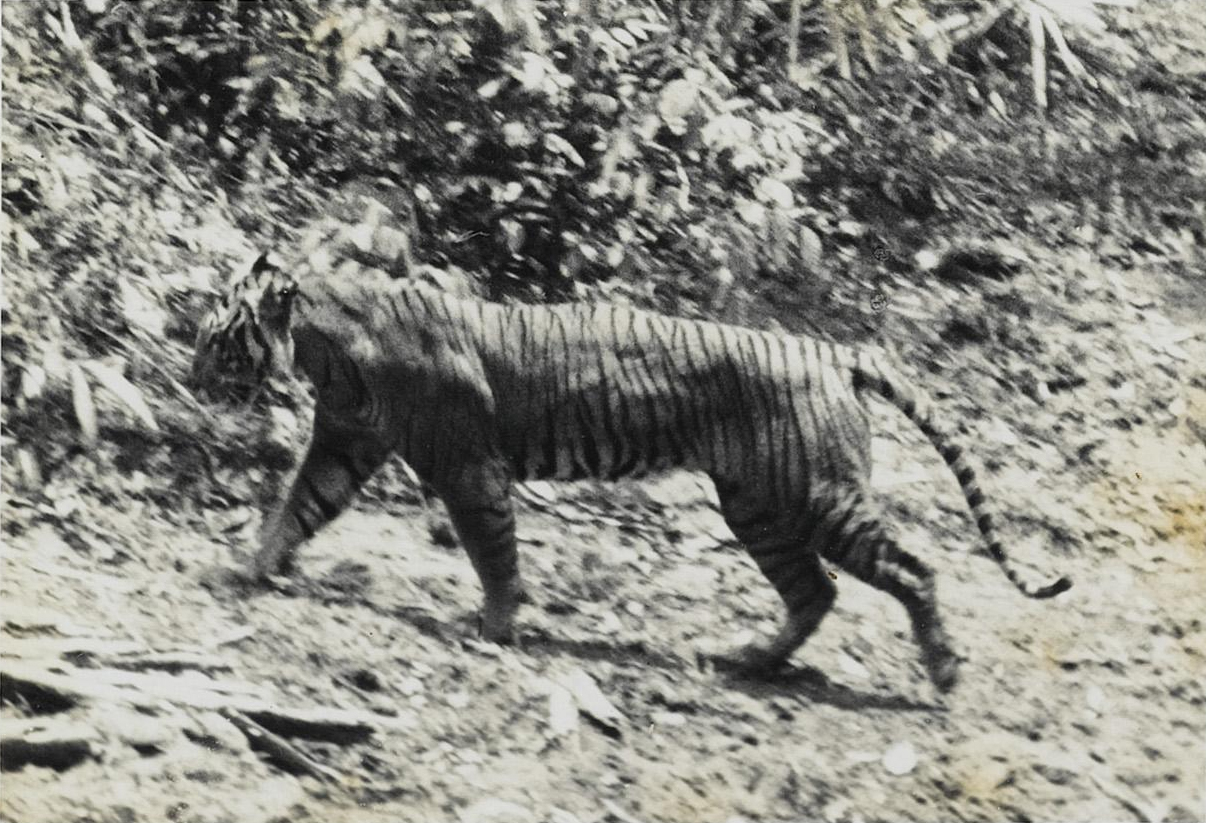
ببر جاوه (منقرض شده)

#### گونه‌های منقرض‌شده

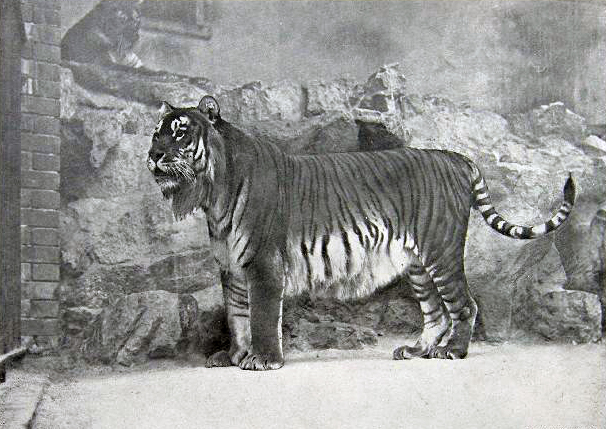
تصویر ببر مازندران (منقرض‌شده)، باغ‌وحش برلین

- ببر بالی تنها در محدودهٔ جزیرهٔ اندونزیایی بالی زندگی می‌کرد و کوچک‌ترین زیرگونه بود. وزن نرهای آن ۸۰ تا ۱۰۰ کیلوگرم و وزن ماده‌ها ۶۵ تا ۸۰ کیلوگرم بود.[۶] ببرهای بالی آن‌قدر شکار شدند تا این‌که برای همیشه نابود شدند. آخرین ببر بالی که دیده شد، یک ببر ماده بود که احتمالاً در ۲۷ سپتامبر ۱۹۳۷ در سامبار کیما، در غرب بالی کشته شد. ببر همچنان نقش مهمی در هندوئیسم بالی بازی می‌کند.
- ببر مازندران که به آن ببر توران یا ببر هیرکانی هم می‌گویند در جنگل‌های پراکنده یا نزدیک رودخانه‌ها در غرب و جنوب دریای خزر و احتمالاً آسیای مرکزی در تکله‌مکان سین‌کیانگ زندگی می‌کرد. این ببر تا آغاز دههٔ ۱۹۷۰ نابود نشده بود.[۴۴] ببر آمور از دید ژنتیکی نزدیک‌ترین گونهٔ زنده به ببر مازندران است.[۳۴]
- ببر جاوه در محدودهٔ جزیرهٔ جاوه زندگی می‌کرده و تا میانهٔ دههٔ ۱۹۷۰ همچنان وجود داشته است.[۴۵] ببر جاوه از ببر بالی بزرگ‌تر بود، وزن نرهای آن میان ۱۰۰ تا ۱۴۰ کیلوگرم و وزن ماده‌ها ۷۵ تا ۱۱۵ کیلوگرم بود.[۴۶] پس از سال ۱۹۷۹ هیچ ببر جاوه‌ای در گسترهٔ کوه بتیری دیده نشد.[۴۷] بررسی‌هایی که در گسترهٔ پارک ملی کوه هالیمون سالاک انجام شد به نشانه‌های دقیقی از ادامهٔ حیات ببرها در منطقه پیدا نکرد.[۴۸]
- ببر نگاندونگ زیرگونه‌ای منقرض‌شده از گونه ببر است. در دوره پلیستوسن در دوره سوندلند اندونزی سکونت داشت. تعداد اندکی از بقایای ببر نگاندونگ نشان می‌دهد که بسیار بزرگ بوده است. با این حال، با توجه به اندازه بقایای دیگر، ممکن است بزرگتر از یک ببر مدرن باشد. هلتر و ولمر (۲۰۰۷) برآورد کردند که یک نر بزرگ می‌تواند تا ۴۲۰کیلوگرم (۸۸۰پوند) وزن پیش برود. ببرهای نر وزنی بین ۲۵۰ الی ۳۶۰ کیلو و ماده‌ها وزنی بین ۱۵۰ الی ۲۳۰ کیلوگرم وزن داشته است. در این صورت، این بزرگتر از بزرگ‌ترین زیرگونه ببر موجود است و از نظر اندازه مشابه Smilodon populator و Panthera atrox است. این ببر به همراه شیر آمریکایی دومین گربه‌سان بزرگ تاریخ پس از چاقو دندان است که تاکنون شناخته شده است
- ببر وانسین زیرگونه منقرض شده ببر است که در سال ۱۹۲۸ بر اساس فسیل‌های حفاری شده در نزدیکی Wanhsien در استان سیچوان در جنوب چین کشف شد. اتو زدانسکی آن را Felis acutidens نامید. پس از بررسی مجدد فسیل‌ها در سال ۱۹۴۷، درک آلبرت هویجر و والتر دبلیو گرنجر آنها را به Panthera Tigris acutidens نسبت دادند. از نظر طول، عرض و قطر بزرگ‌تر از ببر سیبری است. وزن نرها بین ۲۰۰ تا ۳۵۰ کیلوگرم و ماده‌ها بین ۱۰۰ تا ۲۰۰ کیلوگرم متغیر بود. طول بدن بدون احتساب دم ۲۳۰ سانتی‌متر و ارتفاع ماده‌ها متوسط ۱۰۰ سانتی‌متر و نرها ۱۲۰ سانتی‌متر بود.

### دورگه‌ها

تصویر شیببر، جنس نر (راست) و جنس ماده (چپ)

دورگه‌سازی در میان گربه‌های بزرگ از جمله ببر، نخستین بار در سدهٔ ۱۹ میلادی مورد توجه قرار گرفت، هنگامی که باغ‌وحش‌ها برای به‌دست آوردن سود و توجه بیشتر، تلاش می‌کردند گونه‌های عجیب‌تری را ارائه کنند. تولید مثل میان شیر و ببر (بیشتر ببر سیبری و ببر بنگال) باعث به‌وجود آمدن دورگه‌هایی به نام شیببر و ببشیر می‌شود. در دوره‌ای این دورگه‌ها به فراوانی در باغ‌وحش‌ها تولید می‌شدند اما امروزه به‌دلیل تأکید بر حفظ گونه‌ها و زیرگونه‌های اصلی، چندان تمایلی به این کار نیست. البته در باغ‌وحش‌های خصوصی در چین، همچنان دورگه‌ها تولید می‌شوند.
شیببر از جفت‌گیری میان شیر نر و ببر ماده به‌وجود می‌آید، این جانور رشد بسیار زیادی دارد چون ژن مربوط به کنترل رشد در آن وجود ندارد از این رو شیببر بسیار بزرگ‌تر از پدر و مادر خود می‌گردد. شیببر رفتار و فیزیک هر دو پدر و مادر خود را دارد (نقطه‌ها و خط‌ها). شیببرهای نر توان باروری ندارند اما جنس مادهٔ آن‌ها معمولاً از این توان برخوردار است. ۵۰٪ احتمال دارد که شیببر نر یال داشته باشد که اگر داشته باشد یال آن تنها به اندازهٔ نیمی از یال شیر نر واقعی خواهد بود. طول شیرها بین ۳ تا ۳٫۶ متر (۱۰ تا ۱۲ پا) است و می‌توانند وزنی میان ۳۵۰ تا ۴۰۰ کیلوگرم (۸۰۰ تا۹۰۰ پوند) و حتی بیشتر، داشته باشند.
ببشیر جانوری کمیاب‌تر است که از جفت‌گیری شیر ماده و ببر نر به‌وجود می‌آید.

### گوناگونی رنگ

#### ببر سفید
یک الل مشهور باعث به‌وجود آمدن ببر سفید می‌شود، حیوانی که در دنیای وحش، بسیار کمیاب است اما به دلیل شهرت، در برخی باغ وحش‌ها تولید می‌شود. تولید ببرهای سفید معمولاً موجب درون‌زایی می‌شود. ابتکارهای زیادی در جفت‌گیری میان ببرهای سفید و نارنجی و با گونه‌های مختلف صورت گرفت تا مشکلات موجود را حل کند اما در نهایت، ببرهای سفیدی که به دنیا می‌آمدند با نارسایی‌های فیزیکی مانند کژپشتی همراه بودند.

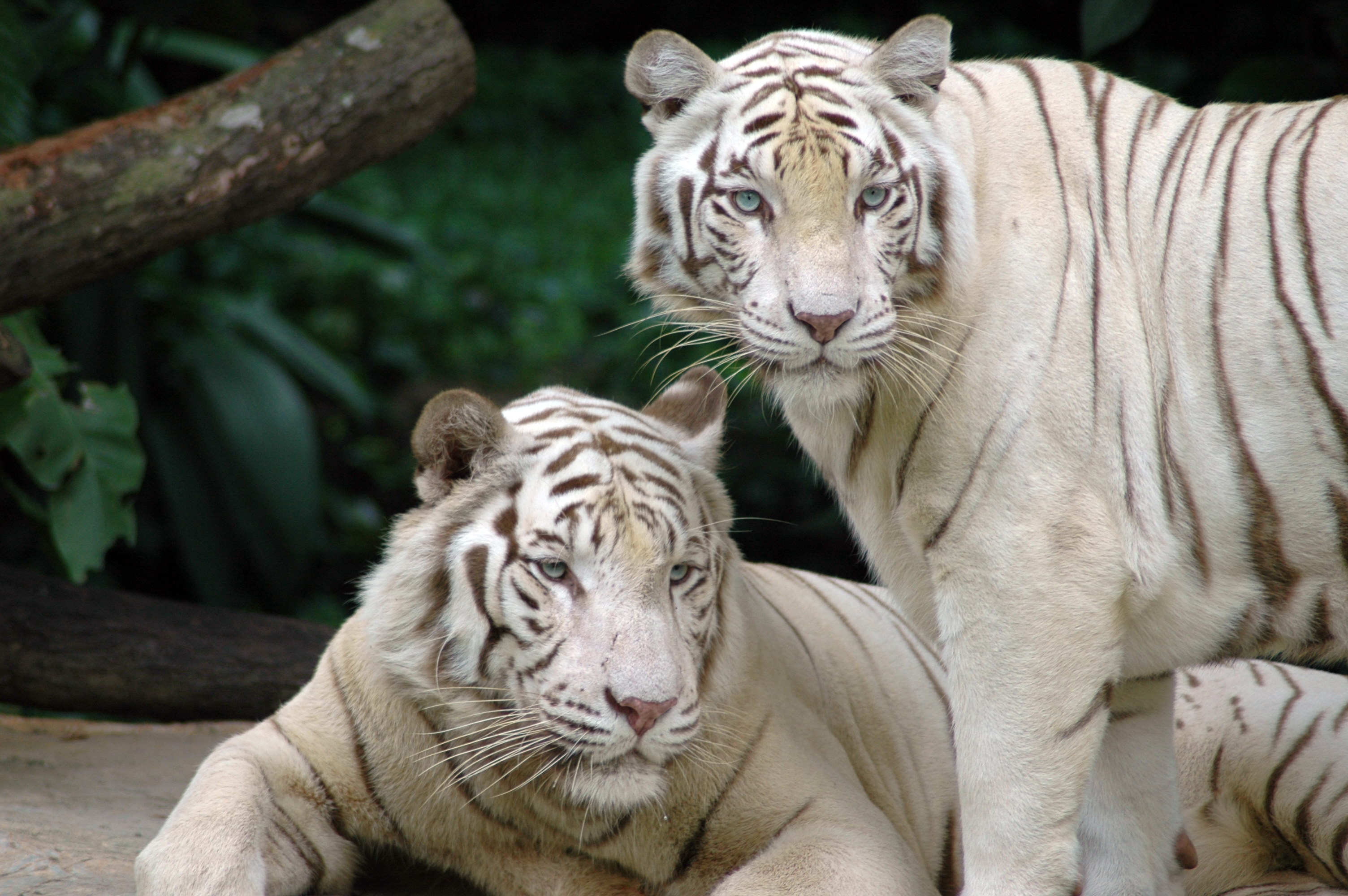
یک جفت ببر سفید در باغ‌وحش سنگاپور

علاوه بر این، ببرهای سفید معمولاً انحراف چشم دارند. حتی ببرهای سفید سالم هم معمولاً به اندازهٔ ببرهای نارنجی به‌دست آمده از پدر و مادرهای مشترکشان عمر نمی‌کنند. داده‌های مربوط به ببرهای سفید نخستین بار در سدهٔ ۱۹ میلادی ثبت شد. ببرهای سفید تنها هنگامی به دنیا می‌آیند که الل کمیاب موجود در ببرهای سفید در هر دو پدر و مادر موجود باشد. برآورد شده که تنها یکی از ۱۰٬۰۰۰ ببری که به صورت طبیعی به دنیا می‌آید، سفید است. ببر سفید، یک زیرگونهٔ جدا نیست بلکه تنها یک گوناگونی رنگ است. از آن‌جایی که ببر سفید در طبیعت تنها در میان ببرهای بنگال دیده شده است (و همهٔ ببرهای سفید در قفس هم از یک سو به ببر بنگال مرتبط هستند) تصور بر این است که چیرگی ژنی که باعث سفید شدن ببرها می‌شود تنها در ببر بنگال وجود دارد. یکی از تصورهای نادرستی که وجود دارد این است که گمان شود ببرهای سفید به اندازهٔ ببرهای معمولی در خطر نیستند. گمان نادرست دیگر این است که برخلاف خط‌های سیاهی که در بدنشان است باز تصور کنیم ببرهای سفید دچار زالی‌اند. تفاوت ببرهای سفید نسبت به دیگر ببرها علاوه بر خزهای سفید، داشتن چشمان آبی نیز است. دلیل این پدیده یک جهش در یک اسید آمینه است که پروتئین SLC45A2 را حمل می‌کند.

#### ببر طلایی

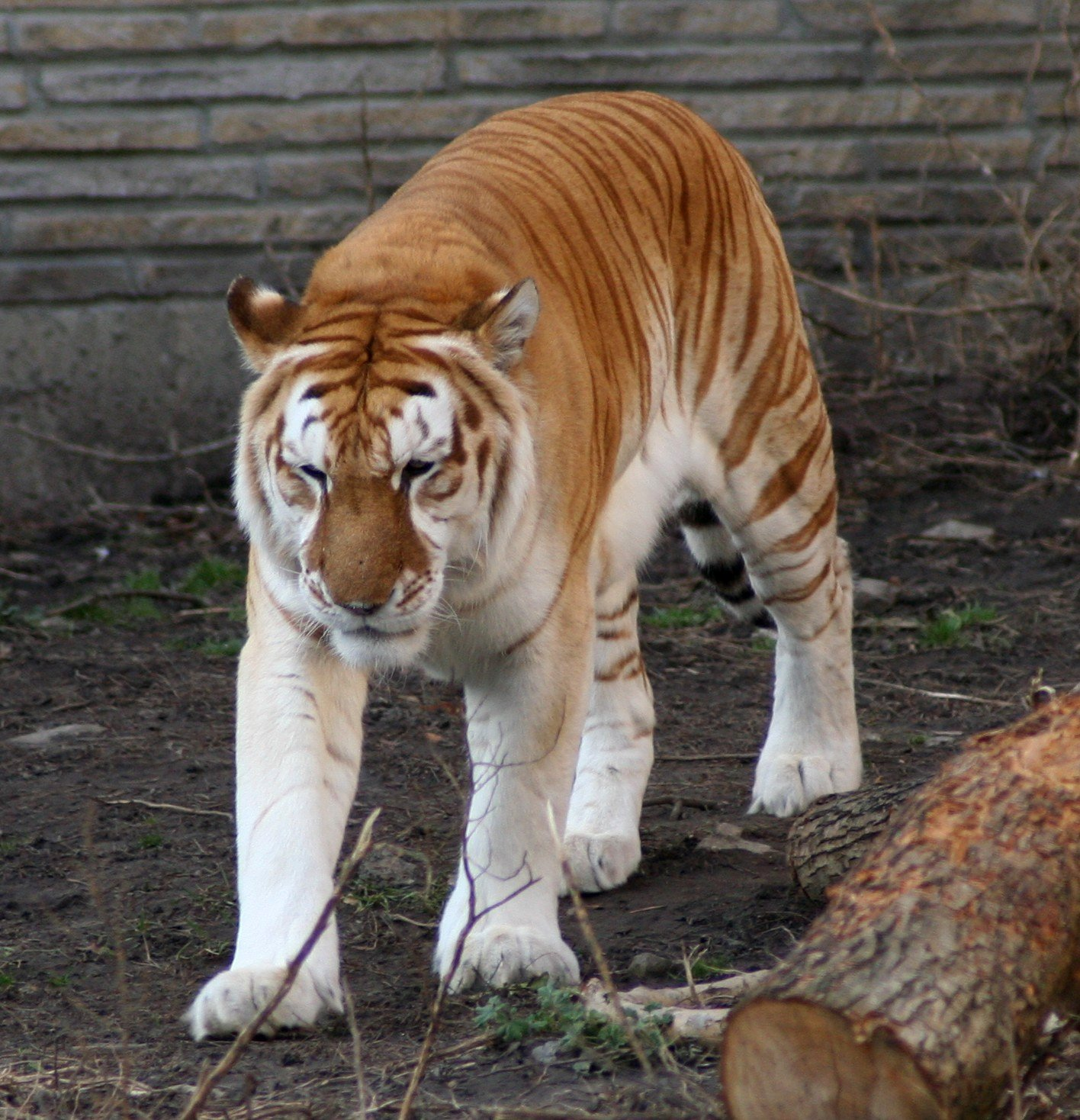
یک ببر کمیاب طلایی در باغ وحش بوفالو

چیرگی در یک ژن می‌تواند باعث به‌وجود آمدن ببرهای بسیار غیرطبیعی «طلایی» شود، گاهی به این ببرها، نام «توت فرنگی» هم داده می‌شود. ببرهای طلایی، خزهایی به رنگ طلایی روشن، پاهایی کم‌رنگ (سفید) و خط‌های نارنجی ضعیفی دارند. خز بدن این‌ها به‌نظر، بسیار ضخیم‌تر از حالت طبیعی است. شمار بسیار اندکی ببر طلایی در جهان وجود دارد، در مجموع ۳۰ مورد. مانند ببرهای سفید ببرهای طلایی هم باید حتماً از یک سو به ببر بنگال وصل باشند. برخی ببرهای طلایی، ژن ببرهای سفید را با خود به همراه دارند و هنگامی که دو تا از این ببرها با هم جفت‌گیری کنند، می‌توانند ببر سفید بدون خط، تولید کنند. هم ببر سفید و هم ببر طلایی می‌توانند از ببر بنگال معمولی بزرگ‌تر شوند.

#### دیگر رنگ‌ها
تا کنون ببر سیاهی به صورت مستند دیده نشده است تنها یک استثنا وجود دارد که یک نمونهٔ مرده در سال ۱۸۴۶ در چیتاگونگ بررسی شده است. گزارش‌های تأیید نشده‌ای از ببر «آبی» و ببر خاکی رنگ هم وجود دارد. ببرهایی که بخش زیادی از بدنشان یا همهٔ آن سیاه باشد اگر در واقعیت وجود داشته باشند به عنوان یک جهش، دانسته می‌شوند و نه یک گونهٔ جداگانه.

## گستردگی بوم
برآورد جمعیت ببرها در حیات وحش کشورهای مختلف:
| کشور    | سال  | تعداد     |
| ------- | ---- | --------- |
| هند     | ۲۰۱۹ | ۲۶۰۳–۳۳۴۶ |
| روسیه   | ۲۰۱۶ | ۴۳۳       |
| چین     | ۲۰۱۸ | ۵۵        |
| ویتنام  | ۲۰۱۶ | <۵        |
| لائوس   | ۲۰۱۶ | ۱۴        |
| کامبوج  | ۲۰۱۶ | ۰         |
| تایلند  | ۲۰۱۶ | ۱۸۹       |
| مالزی   | ۲۰۱۴ | ۸۰–۱۲۰    |
| میانمار | ۲۰۱۸ | ۲۲        |
| بنگلادش | ۲۰۱۴ | ۳۰۰–۵۰۰   |
| بوتان   | ۲۰۱۵ | ۸۹–۱۲۴    |
| نپال    | ۲۰۱۸ | ۲۲۰–۲۷۴   |
| اندونزی | ۲۰۱۶ | ۳۷۱       |
| مجموع   |      | ۴۳۸۱–۵۴۵۳ |

در گذشته، ببرها در سراسر آسیا از قفقاز و دریای خزر تا سیبری و جزایر اندونزی جاوه، بالی و سوماترا دیده می‌شدند. در بازهٔ سدهٔ ۲۰ میلادی، ببرهای غرب آسیا ناپدید شدند و محل زندگی آن‌ها به باقی‌ماندهٔ زیستگاه محدود شد. امروزه باقی‌ماندهٔ زیستگاه ببرها از هند در غرب تا چین و آسیای جنوب شرقی کشیده شده است. شمال محدودهٔ زیستگاه آن‌ها تا نزدیکی رود آمور در غرب سیبری کشیده شده است. امروزه تنها جزیرهٔ بزرگ زیستگاه ببرها، سوماترا است.
ببرها در بازهٔ دههٔ ۱۹۴۰ میلادی از جزیرهٔ بالی، در دههٔ ۱۹۷۰ از پیرامون دریای خزر و در دههٔ ۱۹۸۰ از جزیرهٔ جاوه ریشه‌کن شدند. از دست رفتن زیستگاه، شکار غیرقانونی ببر و کاهش منابع تغذیهٔ ببرها، همگی فرایندهایی هستند که منجر به خالی شدن جنگل‌ها از ببر و دیگر پستانداران بزرگ در سراسر جنوب و جنوب شرق آسیا می‌شوند. از آغاز سدهٔ ۲۰ میلادی زیستگاه تاریخی ببرها تا ۹۳٪ کوچک‌تر شده و برآورد می‌شود که در دههٔ ۱۹۹۷ تا ۲۰۰۷ زیستگاه آن‌ها ۴۱٪ کوچک‌تر شده باشد.
باقی‌ماندهٔ سنگواره ببرها نشان می‌دهد که این جانور در بازهٔ پلیستوسن و هولوسن در بورنئو و پالاوان در فیلیپین حضور داشته‌اند.
ببرها می‌توانند در گونه‌های مختلفی از زیست‌گاه زندگی کنند. این زیستگاه‌ها حتماً باید به اندازهٔ کافی امکان استتار و دسترسی کافی به آب و شکار داشته باشند. ببرهای بنگال در جنگل‌های گوناگونی زندگی می‌کنند از جملهٔ آن می‌توان به جنگل‌های مرطوب، همیشه‌سبز و نیمه‌همیشه‌سبزِ آسام و شرق بنگال، نواحی مردابی کرنای دلتای رود گنگ، جنگل برگ‌ریز نپال، و جنگل گیاهان سوزنی‌برگ گهات غربی اشاره کرد. علاوه بر این‌ها ببرها را گاهی می‌توان در چمن‌زارها، ساوانا، جنگل‌های تایگا و زیستگاه‌های سنگی هم دید. در مقایسه با شیرها، ببرها زیستگاه‌های با گیاهان انبوه که استتار در آن آسان‌تر است را بیشتر دوست دارند. در این صورت، تنها زندگی کردن ببرها در مقایسه با گله‌ای زندگی کردن شیرها یک کاستی دانسته نمی‌شود؛ بنابراین زیستگاه ببرها باید غار یا درختانی با حفره‌های بزرگ یا پوشش گیاهی انبوه که بتوانند در میان پوشش رنگ‌های آن پنهان شوند، را داشته باشند.

## زیست و رفتار

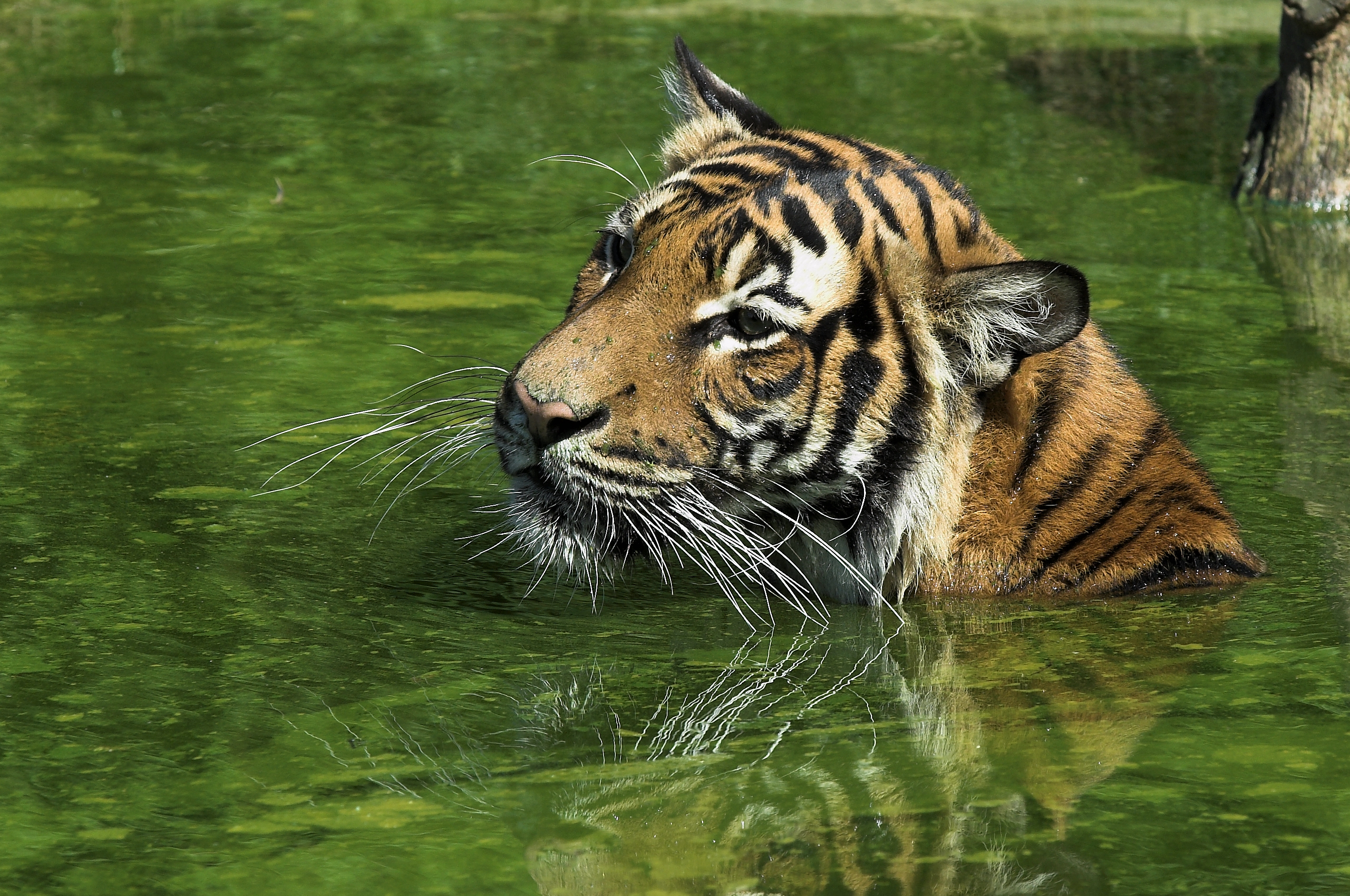
یک ببر در حال شنا در آبگیر، باغ وحش دورتموند، آلمان

ببرهای بزرگسال بیشتر دوست دارند تنها زندگی کنند تنها در حالتی که شرایط ویژه‌ای مانند فراوانی شکار برقرار شود به‌صورت دسته‌جمعی زندگی می‌کنند. ببرهای هم‌جنس تلاش می‌کنند که جابجایی‌هایشان را به قلمرو مشخصی که در آن نیازهایشان فراهم می‌شود، محدود کنند. ببرهایی که محدوده‌های مشترک در قلمروشان دارند به خوبی از رفتارها و حرکت‌های یکدیگر آگاه‌اند.
گستردگی قلمروی یک ببر، بیشتر به فراوانی شکار بستگی دارد که برای ببرهای نر، دسترسی به ببرهای ماده هم از عوامل تعیین‌کنندهٔ گستردگی قلمرو است. قلمروی یک ببر ماده حدود ۲۰ کیلومتر مربع است درحالی که قلمرو ببرهای نر بسیار گسترده‌تر است و تا ۶۰ تا ۱۰۰ کیلومتر مربع هم می‌رسد. البته ببرهای نر دوست دارند که قلمروشان با چند ببر ماده نقطهٔ اشتراک داشته باشد.
ببرها، شناگران ماهری‌اند و بیشتر در آبگیرها، دریاچه‌ها و رودخانه‌ها در حال شنا دیده می‌شوند. در میان گربه‌سانان بزرگ، تنها جگوارها مانند ببر علاقهٔ زیادی به شنا دارند. آن‌ها می‌توانند عرض یک رودخانه به طول ۶ تا ۷ کیلومتر یا در طول یک روز، مسافتی به طول ۲۹ کیلومتر را شنا کنند. ببرها در هنگام گرمای شدید روز در آبگیرها خنک می‌شوند همچنین می‌توانند شکار خود را از آب بگیرند یا در آب با خود ببرند.
روابط میان ببرها کمی پیچیده است آن‌ها به نظر از هیچ قانونی مربوط به قلمرو پیروی نمی‌کنند برای مثال با این‌که ببرها تلاش می‌کنند از یکدیگر پرهیز کنند اما دیده شده که هم نرها و هم ماده‌ها شکار را میان یکدیگر به اشتراک بگذارند، این به اشتراک‌گذاری معمولاً با جنس مخالف یا توله‌ها انجام می‌شود. برای نمونه جورج شالر دیده است که یک ببر نر، یک شکار را با دو ببر ماده و چهار توله‌شان شریک شده است. ببرهای ماده دوست ندارند که یک ببر نر به توله‌هایشان نزدیک شود اما در پدیده‌ای که جورج شالر از نزدیک دید، ببرهای ماده هیچ تلاشی برای محافظت یا دور نگاه داشتن توله‌هایشان از ببر نر نداشتند، احتمالاً این ببر نر پدر توله‌ها بوده است. اما استفان میلز در کتاب «ببر» (Tiger) گفته است که ببرهایی که با هم هیچ نسبتی ندارند هم ممکن است با هم در یک شکار سهیم شوند. این پدیده در پارک ملی رانتامبور دیده شده بود:
دیده شد که یک ببر مادهٔ چیره به نام پادمینی، یک نیلی‌گاو نر به وزن ۲۵۰ کیلوگرم را شکار کرده بود. شاهدان، ببر را بلافاصله پس از سپیده‌دم به همراه سه تولهٔ ۱۴ ماهه‌اش بر سر شکار دیدند. آن‌ها برای ۱۰ ساعت بدون مزاحم بودند. در طول این بازهٔ زمانی، دیگر اعضای خانواده که عبارت بود از دو ببر مادهٔ بزرگسال و یک ببر نر بزرگسال، به یکدیگر (پادمینی و توله‌هایش) پیوستند. تا ساعت ۳ حدود ۹ ببر بر سر شکار بودند.
ببرهای ماده تلاش می‌کنند قلمروشان را به گونه‌ای ترتیب دهند که نزدیک قلمرو مادرشان باشد همپوشانی قلمرو مادر با توله‌هایش با گذر زمان کاهش می‌یابد. اما ببرهای نر تلاش می‌کنند قلمروشان به دور از ببرهای مادهٔ خانواده باشد و این تعیین قلمرو در سن جوان‌تری تعیین می‌شود. یک ببر نر جوان قلمرو خود را در جایی بدون ببر نر دیگر، می‌سازد اگر هم در محدودهٔ ببر نر دیگر قرار گیرد تنها تا زمانی باقی می‌ماند که به اندازهٔ کافی بزرگ و قوی شود که بتواند ببر نر میزبان را به چالش بکشد. بیشتر نرخ مرگ و میر (۳۰ تا ۳۵٪ در سال) میان ببرهای جوانی که به تازگی از قلمروی کودکی خود جدا شده‌اند و به دنبال قلمروی از آن خود می‌گردند، دیده می‌شود.

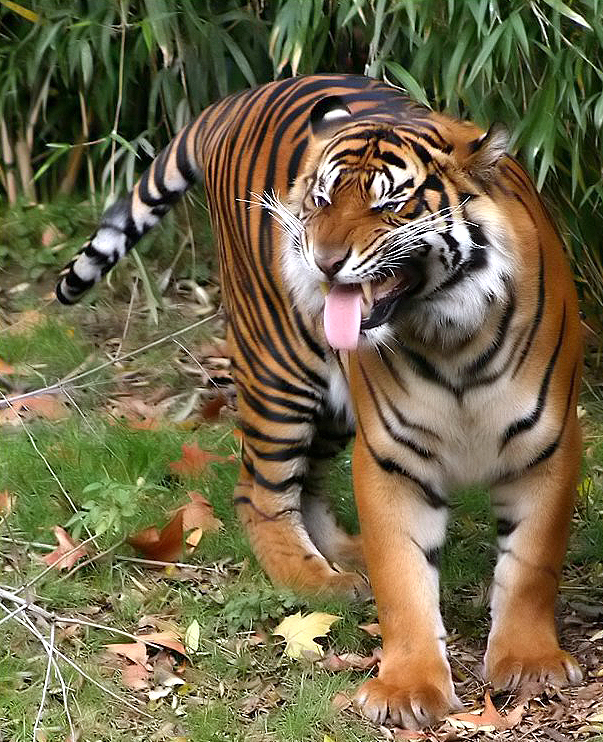
واکنش فلیمن در یک ببر

ببرهای نر معمولاً نسبت به ورود جنس نر در قلمروشان بیشتر واکنش نشان می‌دهند تا ببرهای ماده نسبت به ورود جنس ماده، این اندرکنش در ببرهای ماده بیشتر به ترساندن محدود می‌شود اما در ببرهای نر به خشونت کشیده می‌شود. دیده شده که ببر شکست‌خورده برای نشان دادن پذیرش شکست بر روی کمر خود غلت می‌خورد یا به صورت فرمانبردار شکم خود را نشان می‌دهد. هنگامی که پیروز میدان مشخص می‌شود ببر پیروز یک ببر فرمانبردار را در قلمرو خود می‌پذیرد تا زمانی که آن‌ها دور از هم زندگی می‌کنند. خشن‌ترین ستیزها هنگامی روی می‌دهد که پای یک ببر ماده در دوره فحلی در میان باشد که نتیجهٔ ستیز، به مرگ یکی از دو ببر می‌انجامد، البته چنین پدیده‌ای کمتر روی می‌دهد.
یک ببر نر برای مشخص کردن مرزهای قلمروی خود، با پاشیدن ادرارش به درختان یا ترشحات کیسه‌های مقعدی یا با علامت گذاشتن با مدفوع، مرزهای قلمرو را تعیین می‌کند. ببر نر با دیدن جنس ماده و بو کردن ادرار ماده برای بررسی باروری آن، چهرهٔ ویژه‌ای به خود می‌گیرد. ببرها مانند دیگر گربه‌سانان می‌غرند این غرش ببرها می‌تواند هم برای نشان دادن خشونت باشد و هم غیر آن.
در گذشته برای برآورد جمعیت ببرها با استفاده از گچ، رد پای ببر را نشانه‌گذاری می‌کردند. البته اعتراض شد که این روش چندان دقیق نیست. روش‌های دیگر برای بررسی ببرها در حیات وحش عبارت‌اند از استفاده از دوربین برای به دام انداختن ببر، روش‌های بر پایهٔ دی‌ان‌ای و روش‌های رادیویی.

### نحوهٔ زندگی و شکار
در دنیای وحش، ببرها بیشتر از جانوران اندازهٔ بزرگ و متوسط تغذیه می‌کنند. بیشتر پژوهش‌ها نشان داده که ترجیح ببرها به شکار سم‌داران با کمینهٔ وزن ۹۰ کیلوگرم است. بر اساس تحقیقی که در منطقه تامیل نادو در جنوب هند انجام شد شکارهای ببر به ترتیب میزان علاقه عبارت‌اند از: گوزن سمبر، گوزن خالدار، باراسینگا، گراز وحشی، نیلی‌گاو، بوفالوی آبی و گاومیش (بوفالوی اهلی). گاهی هم ببرها به شکار درندگان دیگر از جمله سگ، پلنگ، پایتون هندی، خرس تنبل و تمساح می‌روند. در سیبری خوراک اصلی ببر، نوعی گوزن بومی شرق آسیا و گراز وحشی است (نزدیک ۸۰٪ شکارهای ببر) پس از آن گوزن ژاپنی، موس، شوکای سیبری و آهوی ختن در فهرست شکار قرار دارد. در سوماترا گوزن سمبر، گوزن فریادکش، گراز و تاپیر مالایی شکارهای اصلی ببراند. ببر مازندران هم در آسیای میانه از کل سکایی، شتر، ویسنت قفقاز، غژگاو و اسب وحشی و در شمال ایران از گراز و مرال تغذیه می‌کرد. ببرها هم مانند دیگر درندگان اگر فرصتش پیش آید جانوران کوچک را هم شکار می‌کنند از جمله می‌توان به میمون، طاووس و دیگر پرندگانی که بیشتر روی زمین هستند، خرگوش صحرایی، تشی و ماهی اشاره کرد.
فیل‌های بزرگسال برای این‌که شکار ببر باشند خیلی بزرگ‌اند اما با این حال دیده شده که میان ببر و فیل، اندرکنش‌هایی صورت گیرد. کرگدن به دلیل داشتن اندام بسیار بزرگ، پوست بسیار ضخیم و خوی تند، شکار بسیار دشواری برای یک ببر است اما یک بار در موردی دیده شد که یک ببر یک کرگدن هندی را شکار کند.
ببر هنگامی که پیر یا زخمی می‌شود و توان شکار عادی خود را ندارد به سراغ انسان می‌رود. چنین الگوی رفتاری در هند دیده شده است. تنها یک مورد استثنا وجود داشت که در جنگل سونداربانس یک ببر سالم به شکار ماهیگیران و روستاییان می‌رفت. به این ترتیب، انسان کوچک‌ترین بخش از زنجیرهٔ غذایی ببر را تشکیل می‌دهد. گاهی هم ببرها برای به‌دست آوردن فیبر خوراکی، از گیاهان، تغذیه می‌کنند. میوهٔ درخت Careya arborea گیاه مورد علاقهٔ ببر است.
ببرها معمولاً هفته‌ای یک‌بار به شکار بزرگ می‌روند.

## تولید مثل
غرش‌های سهمگین ببرهای نر در فصل جفت‌یابی، می‌تواند برای جلب توجه ماده‌ها به کار رود و بویی که ماده‌ها به هنگام علامت‌گذاری از خود بر جای می‌گذارند، جفت‌گیری ببرها معمولاً در زمستان صورت می‌گیرد و ببر ماده، هر دو تا سه سال، یک‌بار بچه می‌زاید. دوران آبستنی آن‌ها در حدود ۱۰۵ تا ۱۱۳ روز است. معمولاً دو یا سه قلو می‌زایند ولی تعداد بچه‌ها تا ۶ نیز دیده شده است. بچه‌هایی که تازه متولد می‌شوند به اندازهٔ یک گربه اهلی و به وزن ۱۴۰۰ گرم هستند و بعد از ۲ هفته چشم باز می‌کنند. بچه‌ها به‌سرعت رشد کرده و بعد از یک ماه کم‌کم به دنبال مادر خود راه می‌افتند. تا شش ماهگی از شیر مادر تغذیه می‌کنند و تا یکی دو سال با مادر می‌گردند ولی تا سه‌سالگی در اطراف لانه می‌مانند و بعد از آن به نقاط دیگر می‌روند. ببرها در سن چهار سالگی از لحاظ جنسی بالغ می‌شوند.

## قلمرو و گروه
ببرها، چه نر و چه ماده، منطقهٔ بزرگی را به عنوان قلمرو انتخاب می‌کنند و آن را با روش‌های گوناگون علامت‌گذاری می‌کنند. ببرهای ماده قلمروی کوچک‌تری دارند و قلمرو آن‌ها می‌تواند با هم همپوشانی داشته باشد و در قلمرو ببر نر قرار بگیرد. یا می‌توان گفت قلمرو یک ببر نر می‌تواند از قلمرو چندین ماده تشکیل شده باشد. البته این موضوع در رابطه با ببرهایی که قلمروی بزرگ‌تری دارند، بیشتر مصداق پیدا می‌کند. ببرهای نر به شدت بر سر تصاحب ماده‌ها و قلمرو با یکدیگر درگیر می‌شوند و می‌توانند یکدیگر را به شدت مجروح کنند.

## رژیم غذایی و شکار
ببرها معمولاً هفته‌ای یک‌بار به شکار بزرگ می‌روند. ببرها با توجه به امنیت قلمروشان، تصمیم می‌گیرند که روزها شکار کنند یا شب‌ها به دنبال طعمه بگردند. البته اغلب ببرها شب‌شکارند. ببرها معمولاً با اتکا به وزن بالا و پنجه‌های نیرومندشان بر روی طعمه می‌پرند و طعمه را به گونه‌ای زمین می‌زنند که شانس بسیار کمی برای فرار داشته باشد. ببرهای بزرگ با ضربهٔ مهلکی گردن شکار را می‌شکنند و باعث خفگی آن می‌شوند. گاهی هم گلوی طعمه را به سرعت به دندان می‌گیرند تا خفه شود. طعمه‌های متداول ببر، پستانداران متوسط تا بزرگ نظیر گوزن، مرال، شوکا، آهو و گراز هستند. در مواقع کمبود غذا نیز به دام‌های اهلی مانند گاو و گاومیش حمله می‌کند.

## ببر و انسان

### شکار ببر

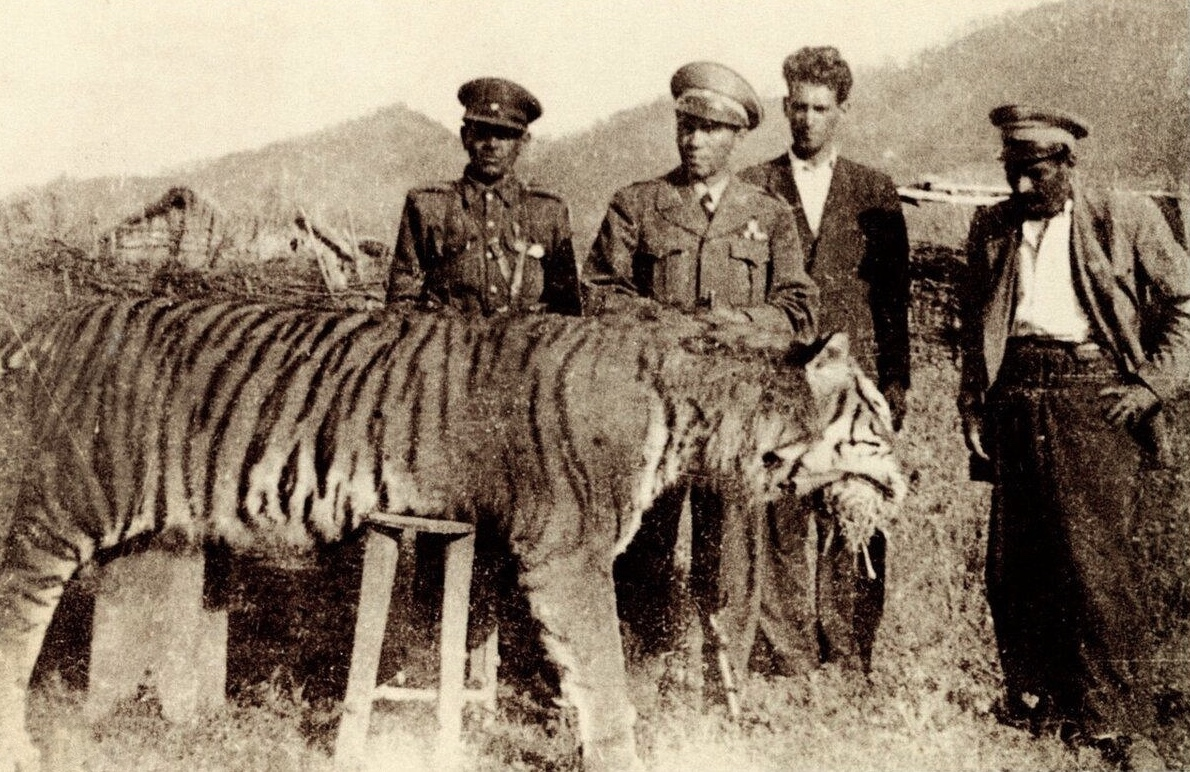
نگارهٔ یک ببر مازندران شکار شده در شمال ایران، دهه ۱۳۲۰ خورشیدی

شکار ببر با انگیزه‌های متفاوتی صورت می‌گیرد. ببرها از اهداف مورد علاقهٔ شکارچیان برای شکار تروفه هستند و از سویی دیگر پوستین به‌دست‌آمده از این جانوران، طرفداران بسیاری دارد. دامداران هم گاهی برای حفاظت از دام‌های خود در برابر حمله ببرها اقدام به کشتن آن‌ها می‌کنند. شکار ببر معمولاً به‌صورت گروهی صورت می‌گیرد و تنها شکارچیان حرفه‌ای به‌تنهایی اقدام به شکار ببر می‌کنند.

### حملهٔ ببر به انسان
ببرهای وحشی که هیچ ارتباط قبلی با انسان‌ها نداشته‌اند، به‌شدت از نزدیک شدن به انسان‌ها، اجتناب می‌کنند. با این‌حال، ببرها بیش از هر پستاندار وحشی دیگری از طریق حملهٔ مستقیم، باعث مرگ انسان می‌شوند. در مواقعی که ببرها به ناگاه با انسان روبرو شده و غافلگیر یا تهدید شوند، به حمله به انسان، تحریک می‌شوند. همچنین در مواردی که انسان در کنار تولهٔ ببرها قرار بگیرد، احتمال حملهٔ ببر به انسان وجود دارد. ببرها گاهی به انسان‌ها به‌عنوان طعمه نگاه می‌کنند. چنین حملاتی در مناطقی که رشد جمعیت، قطع درختان و کشاورزی بر زیستگاه ببرها فشار آورده و طعمهٔ وحشی آن‌ها را کاهش داده، بیشتر دیده می‌شود. بیشتر ببرهای انسان‌خوار پیر هستند و دندان‌هایشان از دست رفته است و نمی‌توانند طعمهٔ دلخواه خود را بگیرند. به‌عنوان مثال، ببر چمپاوات، که در نپال و سپس هند دیده شد، دو دندان نیش شکسته داشت. آن ببر، عامل مرگ دست‌کم ۴۳۶ انسان در اواخر سدهٔ ۱۹ و اوایل سدهٔ ۲۰ میلادی بود که بیشترین حملات شناخته‌شده توسط یک حیوان وحشی به انسان بود. ببر چمپاوات سرانجام در سال ۱۹۰۷ میلادی، به ضرب گلولهٔ جیم کوربت کشته شد.
به گفتهٔ کوربت، حملات ببرها به انسان‌ها معمولاً در طول روز و زمانی که افراد در خارج از منزل کار می‌کنند و مراقب نیستند، رخ می‌دهد.

### روز جهانی ببر
روز ۲۹ ژوئیه به نام «روز جهانی ببر» نام‌گذاری شده است تا توجه به نجات نسل ببرها از خطر نابودی گونه‌ای جلب شود.